# Ctenucha pohli
Ctenucha pohli är en fjärilsart som beskrevs av William Schaus 1921. Ctenucha pohli ingår i släktet Ctenucha och familjen björnspinnare. Inga underarter finns listade i Catalogue of Life.